# Semsales
Semsales är en ort och kommun i distriktet Veveyse i kantonen Fribourg, Schweiz. Kommunen hade 1 575 invånare (2023).